# Stenostiridae
Famille
Les Stenostiridae (ou sténostiridés en français) sont une famille de passereaux constituée de quatre genres et de neuf espèces.

## Liste des genres et des espèces
Selon la classification de référence du Congrès ornithologique international (version 10.2, 2020) :
- genre Chelidorhynx Blyth, 1843
  - Chelidorhynx hypoxanthus (Blyth, 1843)
- genre Stenostira Cabanis & Bonaparte, 1850
  - Stenostira scita (Vieillot, 1818) – Mignard enchanteur
- genre Culicicapa Swinhoe, 1871
  - Culicicapa ceylonensis (Swainson, 1820) – (?)
  - Culicicapa helianthea (Wallace, 1865) – (?)
- genre Elminia Bonaparte, 1854
  - Elminia longicauda (Swainson, 1838) – Elminie bleue
  - Elminia albicauda Barboza du Bocage, 1877 – Elminie à queue blanche
  - Elminia nigromitrata (Reichenow, 1874) – Elminie à tête noire
  - Elminia albiventris (Sjöstedt, 1893) – Elminie à ventre blanc
  - Elminia albonotata (Sharpe, 1891) – Elminie à queue frangée

## Publication originale
- (en) Pamela Beresford, Frederick Keith Barker, Peter G. Ryan et Timothy M. Crowe, « African endemics span the tree of songbirds (Passeri): molecular systematics of several evolutionary 'enigmas' », Proceedings of the Royal Society B, Royal Society, vol. 272, no 1565,‎ 1er avril 2005, p. 849-858 (ISSN 0962-8452 et 1471-2954, PMID 15888418, PMCID 1599865, DOI 10.1098/RSPB.2004.2997, lire en ligne).